# Cabrières-d'Avignon
Cabrières-d'Avignon là một xã của tỉnh Vaucluse, thuộc vùng Provence-Alpes-Côte d’Azur, miền đông nam nước Pháp.